# 250er v. Chr.
Portal Geschichte | Portal Biografien | Aktuelle Ereignisse | Jahreskalender | Tagesartikel

◄ |
1. Jahrtausend v. Chr. |

◄ |
4. Jh. v. Chr. |
3. Jahrhundert v. Chr. |
2. Jh. v. Chr. |
►

◄ | 280er v. Chr. | 270er v. Chr. | 260er v. Chr. | 250er v. Chr. |
240er v. Chr. |
230er v. Chr. |
220er v. Chr. |
►

259 v. Chr. |
258 v. Chr. |
257 v. Chr. |
256 v. Chr. |
255 v. Chr. |
254 v. Chr. |
253 v. Chr. |
252 v. Chr. |
251 v. Chr. |
250 v. Chr.

## Ereignisse

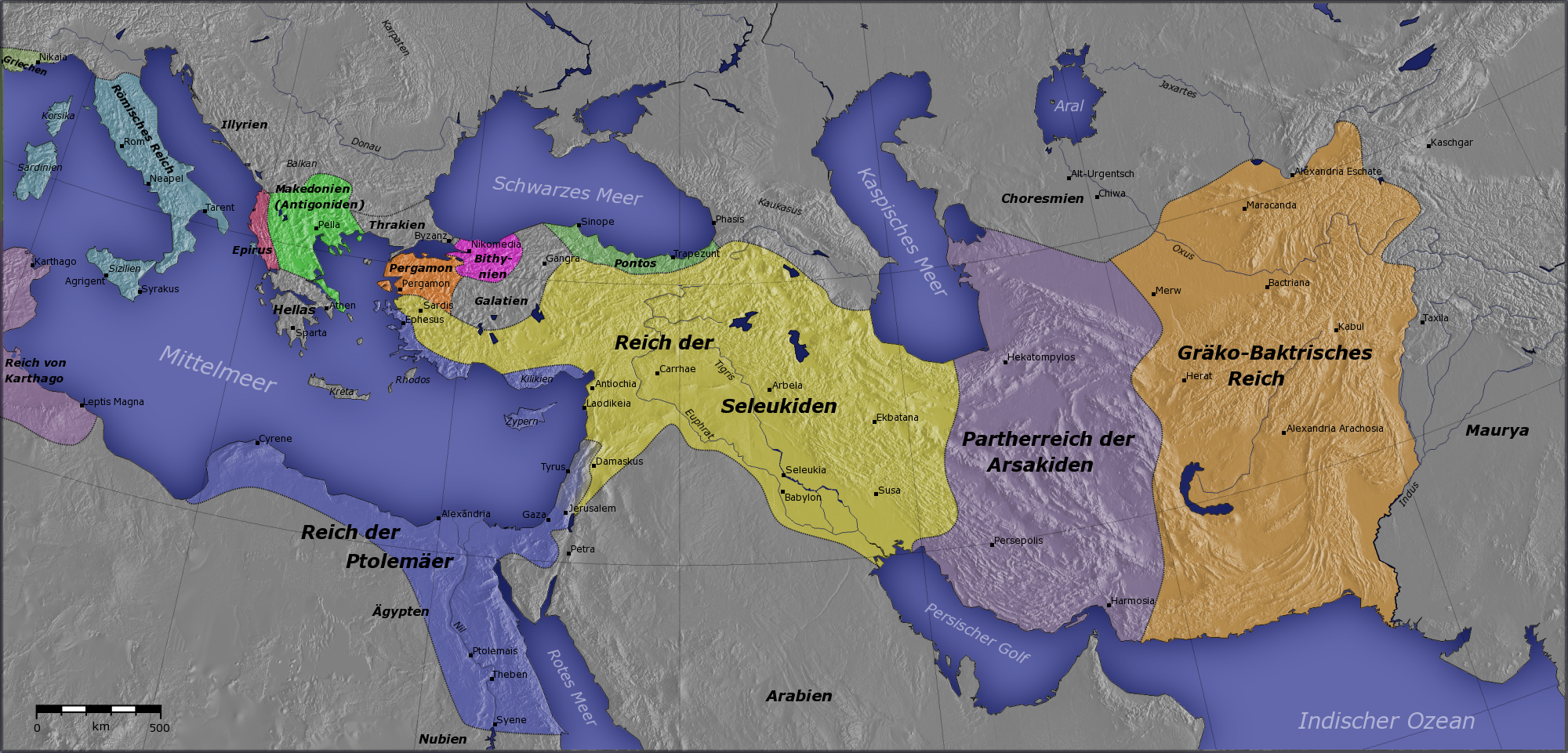
Das Seleukidenreich um 250 v. Chr.

- 259 v. Chr.: Erster Punischer Krieg, die Römer erobern Korsika und Sardinien.
- 256 v. Chr.: In China wird die Zhou-Dynastie durch die Besetzung der Hauptstadt durch die Armee des Staates Qin vernichtet. Der Staat Chu annektiert den Staat Lu.
- 250 v. Chr.: Die Parther beginnen unter ihrem Anführer Arsakes Angriffe auf die persischen Gebiete des Seleukidenreichs. Die Kämpfe dauern bis 238 v. Chr. an.

## Wissenschaft
- Der Grieche Archimedes (ca. 285 v. Chr.–212 v. Chr.) formuliert das Hebelgesetz: Last × Lastarm = Kraft × Kraftarm.